# Byggvir
Byggvir, från sädesslaget bjugg, är i nordisk mytologi en av Frejs tjänare, som låter sådden växa. Byggvir är gift med Bejla, som hjälper honom med mälden. Loke och Byggvir råkade i häftigt gräl och Loke kallade honom Frejs örontasslare och hånade honom för hans klena växt.